# ادوبی پیج‌میکر
ادوبی پیج‌میکر (به انگلیسی: Adobe PageMaker) برنامه‌ای کامپیوتری برای صفحه‌آرایی و طراحی کتاب یا متن‌های چاپی برای کسب و کار، آموزش و پرورش، و دفتر کار و برای ایجاد نشریات با کیفیت خوب از جمله روزنامه‌ها، مجلات و خبرنامه است.
شرکت ادوبی از ۲۰۰۴ کار بر این نرم‌افزار را متوقف کرد و کاربران را تشویق کرد تا به جای آن برنامه این‌دیزاین را به کار برند.